# Il serpente all'ombra dell'aquila
Il serpente all'ombra dell'aquila (蛇形刁手 Se ying diu sau) è un film del 1978 diretto da Yuen Wo Ping. Mai uscito nei cinema italiani, il film venne distribuito in Italia negli anni 2000 direttamente in DVD. Viene trasmesso il  5 ottobre 2021 su Paramount Network e il 31 ottobre 2021 su Spike.

## Trama
Chien Fu è un orfano indifeso vessato continuamente dai gestori della palestra di kung-fu dove è ospitato. Un giorno si imbatte nel Gran maestro Cheng-Cheh, ultimo praticante dello stile Shequan (il pugilato del serpente) braccato ed in fuga per via della persecuzione ordita ai danni dei conoscitori di questa tecnica da parte del perfido Lord Sheng Kuan, maestro dello stile dell'artiglio dell'aquila, una scuola rivale.
Chien Fu aiuta il maestro Cheng, che lo prende a benvolere e lo adotta come ultimo discepolo per tramandare l'arte. In seguito il maestro lascia l'allievo con un libro, raccomandandogli la pratica quotidiana, mentre lui ricerca i contatti con altri maestri perseguitati. Tuttavia il libro va subito distrutto da un gatto impaurito da un serpente. Quando Chien si accorge del disastro, ha l'intuizione di allenarsi ideando nuove mosse, imitando la forza del gatto.
Alla resa dei conti fra la scuola dell'artiglio dell'aquila e quella del serpente, il maestro Cheng ha la peggio, ma arriva in tempo l'allievo Chien, che affrontando il temibile avversario con le sue mosse nuove ed inedite, riesce a sopraffarlo. Il maestro Chien fa i suoi elogi all'allievo: le sue nuove mosse dell'artiglio del gatto si sposano bene con quelle del serpente, e sono molto efficaci. Ma il nome scelto da Chien per questo nuovo stile non gli fa merito, e gli propone un nuovo nome: Il serpente all'ombra dell'aquila.